# Arnaia
Arnaias este un oraș în Grecia în prefectura Halkidiki.

## Subdiviziuni
Populația din 2001 între paranteze:
- Arnaia (2,253)
- Varvara (712)
- Neochori (852)
- Palaiochori (1,507)
- Stanos (859)